# Final da Taça dos Clubes Campeões Europeus de 1969-70
A Final da Taça dos Clubes Campeões Europeus de 1969-70  foi uma partida de futebol realizada no San Siro, em Milão, em 6 de maio de 1970, que viu o Feyenoord da Holanda derrotar o Celtic da Escócia por 2-1 após o tempo extra. 
O gol de Ove Kindvall no minuto 117 significou que o troféu foi para um clube holandês pela primeira vez na história. Esse é o único triunfo do Feyenoord na Liga dos Campeões. 
A partida quase não ocorreu devido a grandes ataques em toda a Itália em 1970 (a Federação Italiana recuou para garantir que seus próprios clubes pudessem competir em outras competições da UEFA).

## Caminho para a final
| Feyenoord       | Feyenoord | Feyenoord | Feyenoord | Fase             | Celtic       | Celtic  | Celtic  | Celtic        |
| --------------- | --------- | --------- | --------- | ---------------- | ------------ | ------- | ------- | ------------- |
| Oponente        | Total     | 1º jogo   | 2º jogo   |                  | Oponente     | Total   | 1º jogo | 2º jogo       |
| KR Reykjavík    | 16–2      | 12–2 (F)  | 4–0 (C)   | Primeira fase    | Basileia     | 2–0     | 0–0 (F) | 2–0 (C)       |
| Milan           | 2–1       | 0–1 (F)   | 2–0 (C)   | Segunda fase     | Benfica      | 3–3 (c) | 3–0 (C) | 0–3 (pro) (F) |
| Vorwärts Berlin | 2–1       | 0–1 (F)   | 2–0 (C)   | Quartas de final | Fiorentina   | 3–1     | 3–0 (C) | 0–1 (F)       |
| Légia Varsóvia  | 2–0       | 0–0 (F)   | 2–0 (C)   | Semifinal        | Leeds United | 3–1     | 1–0 (F) | 2–1 (C)       |

## O Jogo

### Resumo
O Celtic entrou no jogo como forte favorito, mas apesar de Tommy Gemmell ter inaugurado o marcador aos 30 minutos, eles acabaram sendo derrotados pelo Feyenoord. 
O treinador da equipe holandesa, Ernst Happel, assegurou que o extremo do Celtic, Jimmy Johnstone, fosse marcado o tempo todo, enquanto o trio do meio-campo do Feyenoord composto por Franz Hasil, Willem van Hanegeme e Wim Jansen dominavam o meio campo.
Rinus Israël empatou rapidamente o jogo, mas o Celtic conseguiu segurar o jogo em 1-1 para forçar a prorrogação. Com apenas alguns minutos de tempo extra, o zagueiro e capitão do Celtic, Billy McNeil, tropeçou na bola e enquanto tentava se recuperar, acabou cometendo pênalti em um atacante do time holandês. Antes que o árbitro tenha tido a chance de marcar uma penalidade, Ove Kindvall rapidamente chute e fez o gol para marcar uma vitória por 2-1 para o Feyenoord.  

### Detalhes
| 6 de Maio de 1970 | Feyenoord                  | 2 – 1 (Pro) | Celtic      | San Siro, Milão                            |
|                   | Israël 32' · Kindvall 116' |             | Gemmell 30' | Público: 53,187 Árbitro: Concetto Lo Bello |

| Feyenoord | Celtic |

|              |    |                        |  |      |
|              |    |                        |  |      |
| GL           | 1  | Eddy Pieters Graafland |  |      |
| LE           | 5  | Theo van Duivenbode    |  |      |
| ZG           | 3  | Rinus Israël (c)       |  |      |
| ZG           | 4  | Theo Laseroms          |  |      |
| LD           | 2  | Piet Romeijn           |  | 106' |
| VL           | 7  | Wim Jansen             |  |      |
| MC           | 10 | Willem van Hanegem     |  |      |
| MC           | 6  | Franz Hasil            |  |      |
| PE           | 11 | Coen Moulijn           |  |      |
| ATA          | 9  | Ove Kindvall           |  |      |
| PD           | 8  | Henk Wery              |  |      |
| Substitutes: |    |                        |  |      |
| MF           | 15 | Guus Haak              |  | 106' |
| Manager:     |    |                        |  |      |
| Ernst Happel |    |                        |  |      |

|              |    |                   |  |     |
|              |    |                   |  |     |
| GL           | 1  | Evan Williams     |  |     |
| LE           | 2  | David Hay         |  |     |
| CB           | 5  | Billy McNeill (c) |  |     |
| CB           | 6  | Jim Brogan        |  |     |
| LD           | 3  | Tommy Gemmell     |  |     |
| MC           | 4  | Bobby Murdoch     |  |     |
| MC           | 10 | Bertie Auld       |  | 77' |
| EE           | 7  | Jimmy Johnstone   |  |     |
| ATA          | 9  | John Hughes       |  |     |
| ATA          | 8  | Willie Wallace    |  |     |
| ED           | 11 | Bobby Lennox      |  |     |
| Substitutes: |    |                   |  |     |
| MF           | 14 | George Connelly   |  | 77' |
| Manager:     |    |                   |  |     |
| Jock Stein   |    |                   |  |     |